# Collège de la Grange-aux-Belles
Le collège de la Grange aux Belles est situé 158 quai de Jemmapes dans le 10e arrondissement de Paris. Il accueille 548 élèves. Il fait partie du quartier de la Grange-aux-Belles.
Julie Bertuccelli y a filmé de septembre 2011 à juin 2012 une classe d’accueil constituée de 24 élèves, dont des réfugiés, venus d'autres pays afin de réaliser un documentaire sorti en 2014 intitulé La Cour de Babel,,.
Pour la mixité sociale, il avait été question de rapprocher l'établissement du collège Louise-Michel. Le rééquilibrage de l'affectation des familles a déjà donné des résultats probants avec plus de 84 % de réussite au brevet à partir de 2019.